# Demirözü
Demirözü ist eine Stadt und ein Landkreis in der türkischen Provinz Bayburt in der östlichen Schwarzmeerregion. Die Kreisstadt Demirözü (Merkez) liegt ca. 40 km südwestlich von Bayburt.
Der Landkreis Demirözu liegt im Südosten der Provinz und grenzt an die Provinzen Erzincan und Gümüşhane. Neben der Kreisstadt existieren mit Gökçedere (2299 Einwohner) eine weitere Belediye sowie 26 Köy (Dörfer), von denen das größte (Beşpinar) 332 Einwohner zählt.